# Jardin Saint-Nicolas
Le Jardin Saint-Nicolas est un jardin public de Beyrouth situé avenue Charles Malek à Achrafieh dans le quartier de Tabaris. Le jardin a ouvert ses portes en 1964. Il a été conçu par l'architecte libanais Ferdinand Dagher. Il s'étend sur 2,2 hectares et se trouve en face de l'église orthodoxe Saint-Nicolas. Il doit son nom à saint Nicolas.